# Casimir Fidèle
Casimir Fidèle, ou Casimir Fidelle, né en Guinée vers 1748, et mort à Paris en 1796, est un esclave africain affranchi, vivant à Bordeaux dans la seconde moitié du XVIIIe siècle, qui réussit dans la profession de cuisinier, jusqu'à tenir un hôtel-restaurant, et à spéculer dans l'immobilier. Si sa trajectoire n'est pas isolée parmi ses pairs, sa réussite professionnelle reste exceptionnelle.

## Éléments de biographie
Le véritable nom et l'origine de Casimir Fidèle ne nous sont pas parvenus. Né en Guinée vers 1748, il est capturé en Afrique à l'âge de huit ans, transporté aux Antilles, vraisemblablement à Saint-Domingue, puis amené en métropole par son propriétaire capitaine de navire et baptisé à Nantes, paroisse Saint-Nicolas, le 17 avril 1756,. 
Sans être courant, son cas n'est pas exceptionnel : alors que 150 000 Africains furent déportés aux Amériques par des navires armés à Bordeaux, l’étude des archives locales permet de distinguer 5 200 personnes d'origine africaine présentes en ville à un moment ou à un autre de la période de la traite. Parmi eux, si une majorité sont esclaves, nombreux sont des affranchis. Ils se regroupent dans le quartier périphérique de Saint-Seurin, fondent souvent une famille, exercent des métiers de domestique, perruquier ou cuisinier,. En ce xviiie siècle où l’Europe découvre la gastronomie, employer un cuisinier noir est un marqueur de réussite sociale significatif, et le métier est très pratiqué par les affranchis.
Casimir Fidèle cuisine à Bordeaux en 1777 pour une dame Soissons, épouse Lamontaigne, qui vient de l'affranchir et possède alors en outre huit esclaves noirs,. Le 3 mai 1778, il épouse dans la basilique Saint-Seurin une veuve aisée, Ursule Lachèze, originaire de Brive-la-Gaillarde, et qui élève seule sa fille Guillaumette — un mariage mixte donc, comme environ 45% des unions des hommes de couleur à Bordeaux à l'époque. Il en aura au moins un fils, Jean-Baptiste-Pierre, né le 9 décembre de la même année — une date qui peut éclairer les raisons du mariage.  
Casimir a le privilège d'être formé très jeune dans la corporation parisienne des maîtres pâtissiers-rôtisseurs, devant laquelle il prête serment le 18 juin 1779. Cette même année, alors qu'il est cuisinier à l'hôtel des Américains — accumulant ainsi, et par l'aide que lui apportent sans doute les Soissons ou sa belle-famille, un petit pécule qui lui permet de lancer son propre commerce de bouche —, il fait porter son activité sur les registres de la Jurade. Cette formalité le met en règle pour ouvrir son propre établissement. 

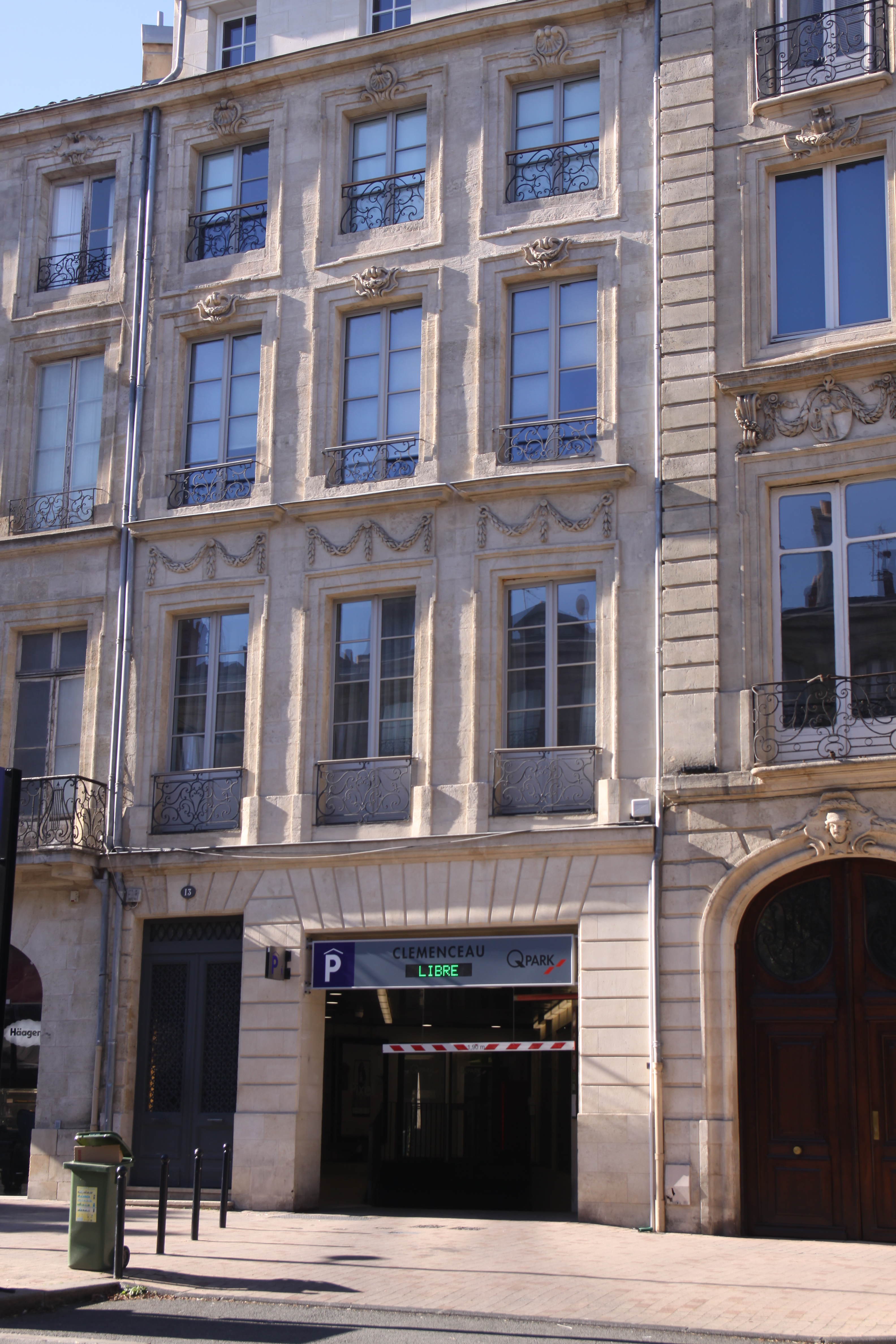
L'ancien hôtel de l'Empereur de Casimir Fidèle, situé de nos jours 13 cours Georges-Clemenceau à Bordeaux.

C’est une note de Cagliostro, en séjour à Bordeaux en 1784, qui nous apprend que Casimir Fidèle tient — depuis au plus sept ans — l’hôtel de l’Empereur, situé au 13 de l’actuel cours Georges Clemenceau, artère où se concentrent de nombreux traiteurs. Par cette activité officielle, Casimir Fidèle est recensé dans l'Almanach de commerce pour la ville de Bordeaux de 1785 et 1787, et en 1791 au moins. En 1785, il signe un bail de trois ans pour le second étage de l'immeuble contigu, où il étend son activité. Le loyer annuel, 2 400 livres, donne une idée du chiffre d'affaires de l'hôtel.
Casimir peut alors investir lui-même dans l'immobilier : en octobre 1784 il fait l'acquisition pour 4 910 livres d'un terrain de 415 m2 qui jouxte celui des Chartreux, au coin de la rue Saint-Bruno et de celle du Pont-Long,, qu'il revend quatorze mois plus tard avec un bénéfice de 1 000 livres. En 1786 il acquiert un bâtiment évalué à 23 400 livres, que lui vend son ami Jean-Pierre Labottière, un bourgeois bordelais qui est à la fois son ami et son associé dans diverses affaires financières. Son patrimoine lui permet de doter Guillaumette Villiers, fille du premier lit de sa femme, pour son mariage (2 000 livres en 1784), ou d'offrir une rente annuelle de 200 livres à une domestique de Labottière en 1786. Sa fortune invisibilise son origine : dans les actes notariés postérieurs à 1785, il est qualifié de « sieur », et la couleur de sa peau n'est plus mentionnée, contrairement à l'usage alors en vigueur. 
En 1787 enfin, Casimir Fidèle achète pour 8 000 livres, une maison de quatre étages de la rue Albert-de-Mun à une autre Noire affranchie, Marie-Louise Charles,. Mises à mal par ces investissements, ses finances s'épuisent cependant et, en 1790, il doit encore 3 000 livres à Marie-Louise Charles. Il obtient de sa belle-mère une avance sur l'héritage de sa femme, estimée à 10 000 livres.
En décembre 1789, l'hôtel de l'Empereur est touché par un incendie, et en 1793, le propriétaire le vend à un autre homme de couleur dénommé Toussaint. Casimir Fidèle ferme alors boutique, et s'intéresse à la politique : le 16 février 1794, il est l'un des commissaires de la communauté noire de Bordeaux qui montent à Paris pour féliciter les députés montagnards d'avoir aboli l'esclavage. Son discours, prononcé devant la Convention nationale, est conservé aux Archives nationales.
Casimir reste alors à Paris, où il meurt le 14 janvier 1796. 

## Descendance
Son fils Jean-Baptiste devient musicien, épouse une femme blanche et s'installe en Lorraine avec leurs quatre enfants. Grâce à des recherches généalogiques et aux travaux historiques de Julie Duprat, des descendants de Casimir Fidèle ont été retrouvés en région parisienne.

## Hommage
Le 13 mars 2025, au terme d'un projet pédagogique en collaboration avec les élèves, le département de la Gironde et la ville de Bordeaux donnent son nom au collège du Grand-Parc.